# Mythologie maorie

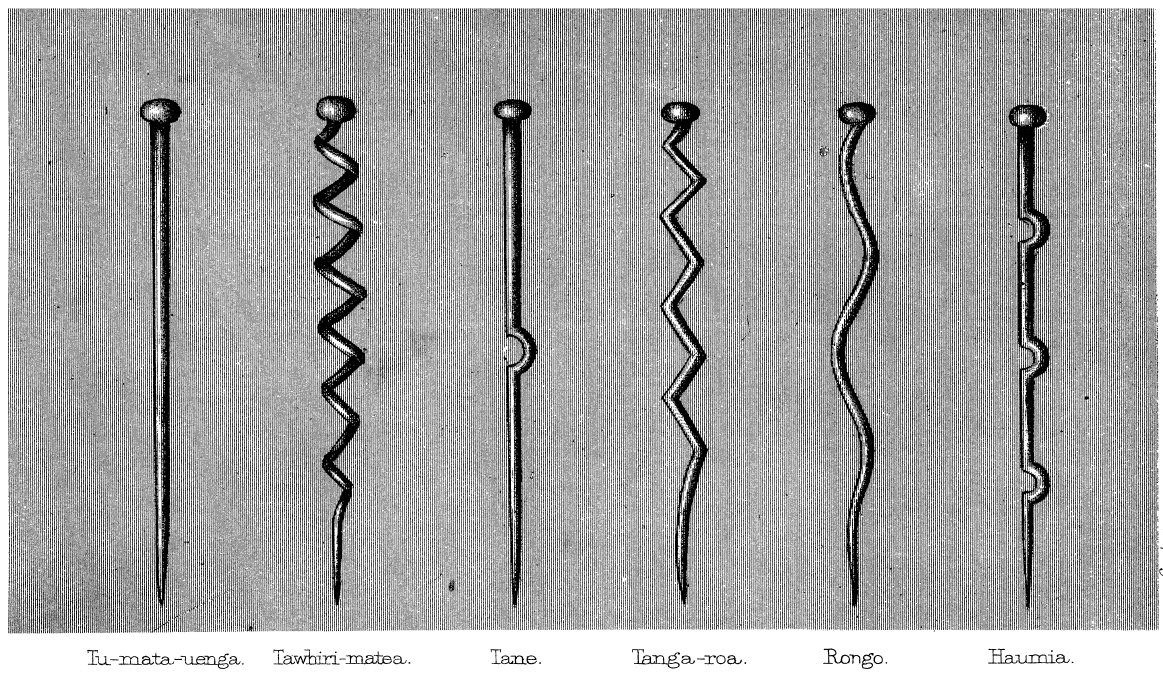
Six esprits majeurs représentés par bâtons en bois : de gauche à droite, Tūmatauenga, Tāwhirimātea, Tāne, Tangaroa, Rongo et Haumia.

L'ethnolinguistique néo-zélandaise distingue généralement dans le corpus oral maori deux types de récits : les récits relevant du mythe et du sacré et ceux relevant de la tradition, les premiers mettant en scène les atua (terme généralement traduit par « dieux »), les autres les tupuna (ancêtres). Cette césure n'est toutefois pas toujours aussi nette qu'il n'y paraît. Lorsqu'ils s'installèrent en Nouvelle-Zélande, les Māori apportèrent des différentes îles dont ils étaient originaires, un certain nombre de récits qu'ils adaptèrent à leur nouvel environnement et développèrent. Par ce biais, ceux-ci vont subir ce que nous pourrions appeler un processus de « mythologisation », processus lié à la souplesse que permet l'oralité.

## Les sources duXIXesiècle

### Les missionnaires
Très peu d'écrits concernant la littérature orale maorie ont été consignés dans les premières années suivant l'arrivée des Européens. Les missionnaires ont eu l'occasion d'obtenir un grand nombre d'informations mais ont échoué à en saisir la portée, notamment à cause de leur faible connaissance de la langue maori. La plupart des missionnaires qui maîtrisaient la langue étaient de plus parfois intolérants envers ces croyances qu'ils qualifiaient de « puériles » ou d'« œuvre du Malin ». Richard Taylor dans les alentours des rivières Taranaki et Wanganui, J. F. Wohlers sur l'île du sud et William Colenso, qui vivait dans la baie des Îles et la baie d'Hawke, furent les rares exceptions qui ne partageaient pas ce point de vue. « Les écrits de ces hommes sont parmi les meilleures sources sur les légendes des régions dans lesquelles ils ont travaillé. »

### Les autres collecteurs
Au cours des années 1840, Edward Shortland, Sir George Grey et d'autres personnes non missionnaires commencèrent à collecter des informations sur les mythes et les traditions. À cette époque, beaucoup de Māori étaient lettrés et les données collectées étaient en général consignées par les Māori eux-mêmes dans des cahiers manuscrits. Les nouvelles techniques ne semblent pas avoir eu d'impact significatifs sur le style et le contenu des histoires. Les généalogies, les chansons et les narrations étaient écrites en intégralité comme s'ils étaient simplement récités ou chantés. Plusieurs de ces manuscrits ont été publiés et les érudits ont accès à une grande quantité de références. Ils contiennent de multiples versions des grands cycles mythologiques connus dans le reste de la Polynésie. Une grande partie des meilleures données se trouve dans deux ouvrages : Nga Mahi a nga Tupuna (« Les exploits des ancêtres »), récolté par George Grey sous le nom de Mythologie Polynésienne ; et Histoire ancienne des Maori en six volumes, édité par John White,.

## Les différentes formes de légendes
Il existe trois formes d'expression dominantes dans la littérature oral des Maoris et des Polynésiens : la prose, la poésie et le récit généalogique.

### Le récit généalogique
La récitation de généalogies (whakapapa) était particulièrement bien développée dans la littérature orale des Māori, où il remplissait différentes fonctions les récits traditionnels. Tout d'abord, il servait à fournir une sorte d'échelle temporelle qui unifiait tous les mythes, les traditions et l'histoire māori. Cela reliait les peuples aux dieux et aux héros légendaires. En citant la ligne généalogique appropriée, le narrateur soulignait sa connexion avec les personnages dont les exploits étaient contés. C'est cette connexion qui donnait au narrateur sa légitimité à parler de ses illustres ancêtres. « Dans les généalogies de la cosmogenèse, qui sera décrite plus tard, le récit généalogique se révèle être une véritable forme littéraire. Ce qui semble n'être qu'une simple énumération de noms, se trouve être en fait un compte rendu crypté de l'évolution de l'Univers. »

### La poésie
La poésie maorie était toujours soit chantée soit psalmodiée. Les rythmes musicaux, plus que les mécanismes linguistiques, servent à les distinguer de la prose. La rime et l'assonance n'étaient pas utilisés par les Maoris, ce n'est que lorsque le texte est chanté ou psalmodié que la métrique apparaît. Le langage poétique tend à différer de la prose quant au style. Certains aspects typiques de la diction poétique sont l'utilisation de synonymes et de contrastes, ainsi que la répétition de mots-clé. « Les mots archaïques sont légion, parmi lesquels certains ont perdu tout sens spécifique pour n'avoir plus qu'un rôle mystique. On peut également trouver assez souvent des mots abrégés, des énoncés mystérieux et l'utilisation de constructions grammaticales que l'on ne retrouve pas dans la prose. »

### La prose narrative
La prose narrative constitue l'essentiel des ouvrages légendaires māori. Quelques-uns d'entre eux étaient sacrés ou ésotériques, mais la plupart des légendes étaient connues de tous et servaient de distractions pendant les longues nuits d'hiver. « Cependant, elles ne devraient pas être considérées comme de simples contes de fées, mais plutôt appréciées en tant qu'histoire. Le mythe māui, par exemple, était important non seulement pour se divertir, mais également parce qu'il personnifiait les croyances du peuple à propos de l'origine du feu, de la mort et du territoire sur lequel ils vivaient. Les psaumes rituels concernant l'art de faire du feu, la pêche, la mort, etc. faisaient référence aux Māui et tiraient leur pouvoir de telles références. »

## Les mythes

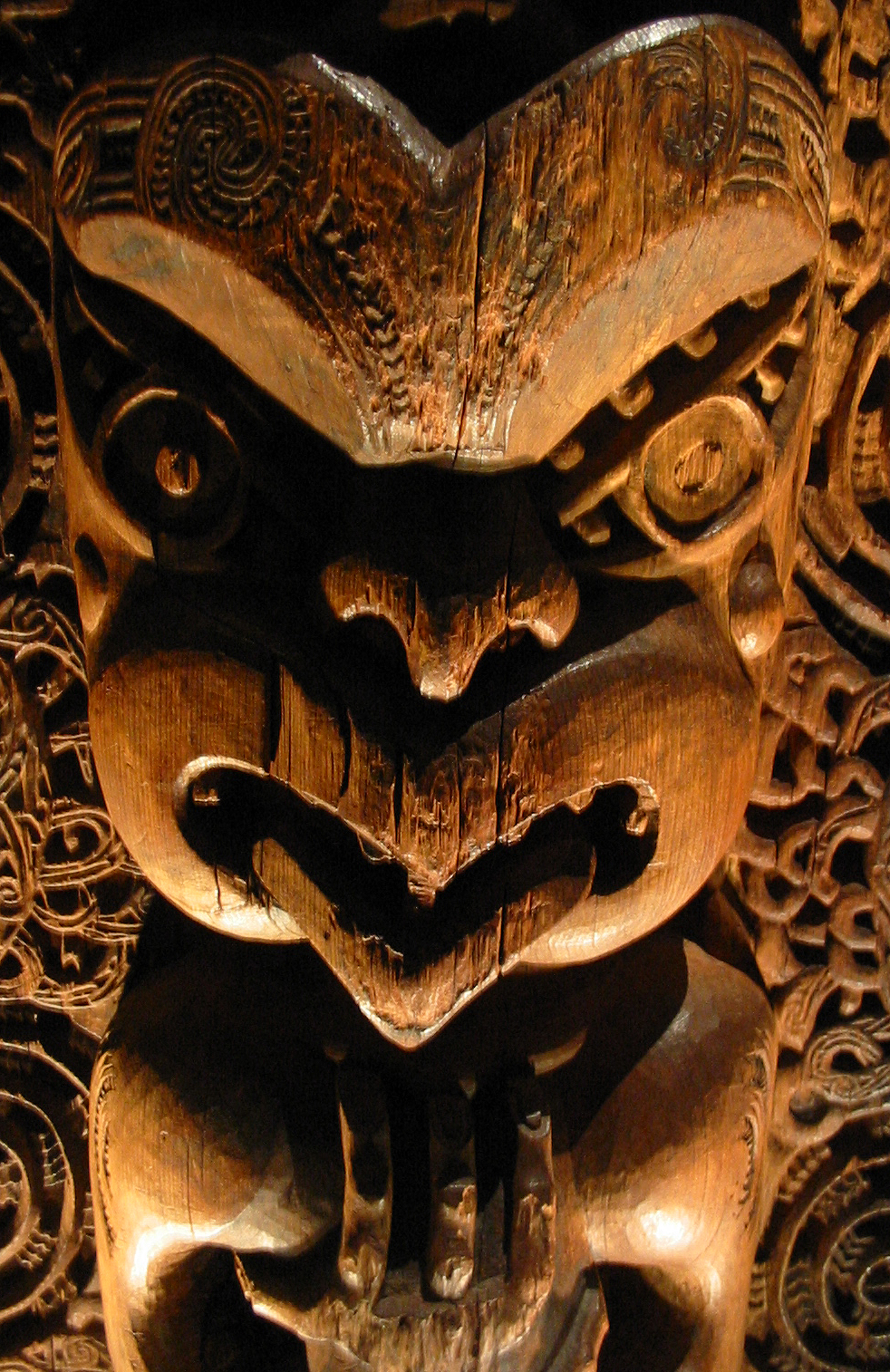
Détail d'une poutre, Ngāti Awa, Baie de Plenty (Nouvelle Zélande), autour de 1840. Probablement une représentation d'un des deux ancêtres : Tūwharetoa ou Kahungunu.

Les mythes se déroulent dans un passé éloigné et relatent souvent des faits surnaturels. Ils mettent en jeu les idées des Māori sur la création de l'univers et sur l'origine des dieux et des personnes. La mythologie explique les phénomènes naturels, le temps, les étoiles et la lune, les poissons, les oiseaux de la forêt, et les forêts elles-mêmes. Une grande partie des comportements sociaux se retrouvent également dans les mythes. « Peut-être que ce qui distingue les mythes, par rapport aux simples traditions, c'est son universalité. Tous les mythes principaux sont connus sous une forme ou une autre, non seulement à travers la Nouvelle-Zélande, mais également jusqu'en Polynésie. »
La compréhension du développement de l'univers a été exprimée sous forme généalogique. Ces généalogies apparaissent sous beaucoup de versions différentes, dans lesquelles plusieurs thèmes symboliques réapparaissent constamment. L'« évolution peut être comparée à une série de périodes d'obscurité (pō) ou de vide (kore), chacune étant numérotée dans l'ordre ou qualifiée par un terme descriptif. Dans certains cas les périodes de l'obscurité sont suivies par des périodes de lumière (ao). Dans d'autres versions, l'évolution de l'univers est comparée à un arbre, avec son tronc, ses racines profondes, ses racines de surface et ses branches. Un autre thème compare l'évolution au développement d'un enfant dans l'utérus, comme dans la séquence "la recherche, l'examen, la conception, la croissance, le sentiment, la pensée, l'esprit, le désir, la connaissance, la forme et l'accélération". Quelques-uns, voire tous, ces thèmes peuvent apparaître dans une même généalogie ». Les généalogies cosmogoniques finissent habituellement sur deux personnages : Rangi et Papa (Père Ciel et Mère Nature). Le mariage de ce couple céleste a produit les autres dieux, ainsi que toutes les formes de vies sur Terre.
Le récit le plus ancien des origines de dieux et des premiers êtres humains est contenu dans un manuscrit nommé Nga Tama a Rangi (« Les fils du paradis »), écrit en 1849 par Wiremu Maihi Te Rangikāheke, de la tribu Ngāti Rangiwewehi de Rotorua. Le manuscrit « donne un récit clair et systématique des croyances religieuses des Māori, ainsi que sur leur croyance sur l'origine de beaucoup de phénomènes naturels, de la création de la femme, de l'origine de la mort, et de la pêche des terres. Aucune autre version ne fait intervenir autant de connexions, mais tous les récits, quelle que soit la tribu, confirment la validité globale de la version de Rangikāheke. Il commence comme suit : "Mes amis, écoutez-moi ! Les peuples Māori proviennent tous d'une seule et unique source, à savoir le Grand-ciel-au-dessus-de-nos-têtes. D'après les Européens, Dieu a fait le Ciel et la Terre et toutes les choses. Selon les Māori, le Ciel (Rangi) et la Terre (Papa) sont eux-mêmes la source", ».

### Recueil des mythes
Selon Biggs, le corps principal de la mythologie māori se développe suivant trois ensembles ou cycles, qui sont : 
- La cosmogonie, relatant les origines des dieux et des hommes

  - Rangi et Papa
    - Séparation de Rangi et Papa : Tāne, Haumia, Rongo, Tangaroa, Tāwhirimātea, Tūmatauenga, Rūaumoko et Whiro ; Ikatere et Tū-te-wehiwehi

  - Hine-nui-te-pō
- L'ensemble des mythes māui

  - Māui
  - Irawaru
  - Tinirau et Kae
- L'ensemble des mythes tāwhaki

  - Tāwhaki
  - Wahieroa
  - Rātā
  - Matuku-tangotango
  - Tūwhakararo
  - Whakatau

## Les traditions

### Recueil des traditions

#### Traditions de découverte et des origines
- Il y a deux traditions principales concernant la découverte ou l'origine. L'une d'elles nomme Kupe comme étant celui qui découvrit la Nouvelle-Zélande. La deuxième désigne Toi comme le premier ancêtre important. « Les deux traditions étaient répandues dans de vastes régions de l'Île du nord. Les tentatives de fusionner les deux dans une même chronologie étaient vouées à l'échec car il n'y aucune preuve fiable qu'elles n'aient un jour fait qu'une seule et même histoire[3]. » Selon les tribus du nord d'Auckland et de la côte occidentale de l'île du Nord, Kupe navigua de Hawaiki jusqu'en Nouvelle-Zélande, après avoir assassiné un homme appelé Hoturapa, et s'être enfui avec son épouse, Kuramarotini. Les chansons traditionnelles racontent les voyages de Kupe, le long des côtes de Nouvelle-Zélande. Kupe rentra à Hawaiki par la mer et n'est jamais revenu sur les terres qu'il a découvertes. Cependant, d'autres y revinrent plus tard sur ses ordres[3].

- Toi (Toi-kai-rākau, ou Toi-le-mangeur-de-bois) est l'ancêtre traditionnel des tribus de la côte est de l'île du nord. Leurs traditions ne font pas mention de sa venue en Nouvelle-Zélande, mais plutôt qu'il y naquit. La tribu Tūhoe dans l'intérieur des terres de la Baie d'Abondance indique que Tiwakawaka, l'ancêtre des Toi, était le premier à s'installer dans le pays. En fait, on a baptisé un oiseau du nom de Tiwakawaka, le rhipidure à collier.

#### Traditions de migration et d'installation
Les traditions de migration sont nombreuses et perdurent dans de petits secteurs et des petites tribus. « Certaines tribus semblent avoir mis l'accent, plus que les autres, sur leur tradition de migration en canoës et sur leur descendance de ces premiers équipages. En particulier, les tribus Hauraki, Waikato et du King Country (canoë Tainui) et les tribus Rotorua et Taupo (canoë Te Arawa) semblent avoir insisté particulièrement sur leur descendance issue d'une migration précise en canoë. »

#### Traditions locales
Chaque tribu conserve ses registres à l'abri des regards car elles s'intéressent généralement aux grandes batailles et aux grands hommes. Ces histoires étaient intimement liées à la généalogie, qui dans la tradition māori, est un art complexe. « Dans quelques cas, l'histoire est continue depuis la migration jusqu'à nos jours. Dans d'autres cas, c'est fragmentaire et discontinu jusqu'au début du XVIIe siècle. »